# مسجد وسبيل سليمان أغا السلحدار
مسجد وسبيل وكتاب سليمان أغا السلحدار (1255هجرية / 1839م)، هو أحد المساجد التي انشئت في عصر محمد علي في مصر، يقع عند بدايه حارة برجوان بشارع المعز لدين الله الفاطمي في الاتجاه الذي ينتهى عند باب الفتوح.

## وصفه
يتكون من مستطيل ينقسم إلى مربعين. المربع الغربي يشتمل على حرم المسجد، أي صحنه، وهو عبارة عن صحن تحيط به الأروقة من جهاته الأربع تغطيها قباب صغيرة ضحلة تقوم على عمد رخامية، وقد زخرفت قطب كل قبة بنقوش زيتية متعددة الألوان قوامه رسوم نباتية وهندسية وكتابات قرآنية. ويغطى الصحن سقف خشبى فتح في وسطه فتحة (شخشيخة) للتهوية والإضاءة وحماية المسجد من الأمطار إذا سقطت.
أما المربع الشرقي فيحتوى على مكان الصلاة ويتكون من بائكتين يشتمل كل منها على عمودين من الرخام تقوم عليهما عقود مستديرة، ويقسم البائكتين مكان الصلاة إلى ثلاثة أروقة موازية لحائط القبلة. ويغطى مكان الصلاة سقف خشبى زخرف بنقوش زيتية متعددة الألوان. ويتوسط جدار القبلة في مكان الصلاة محراب من الرخام.

## الترميم
تم ترميم المسجد عام 2015 من حفيد سليمان اغا السلحدار <

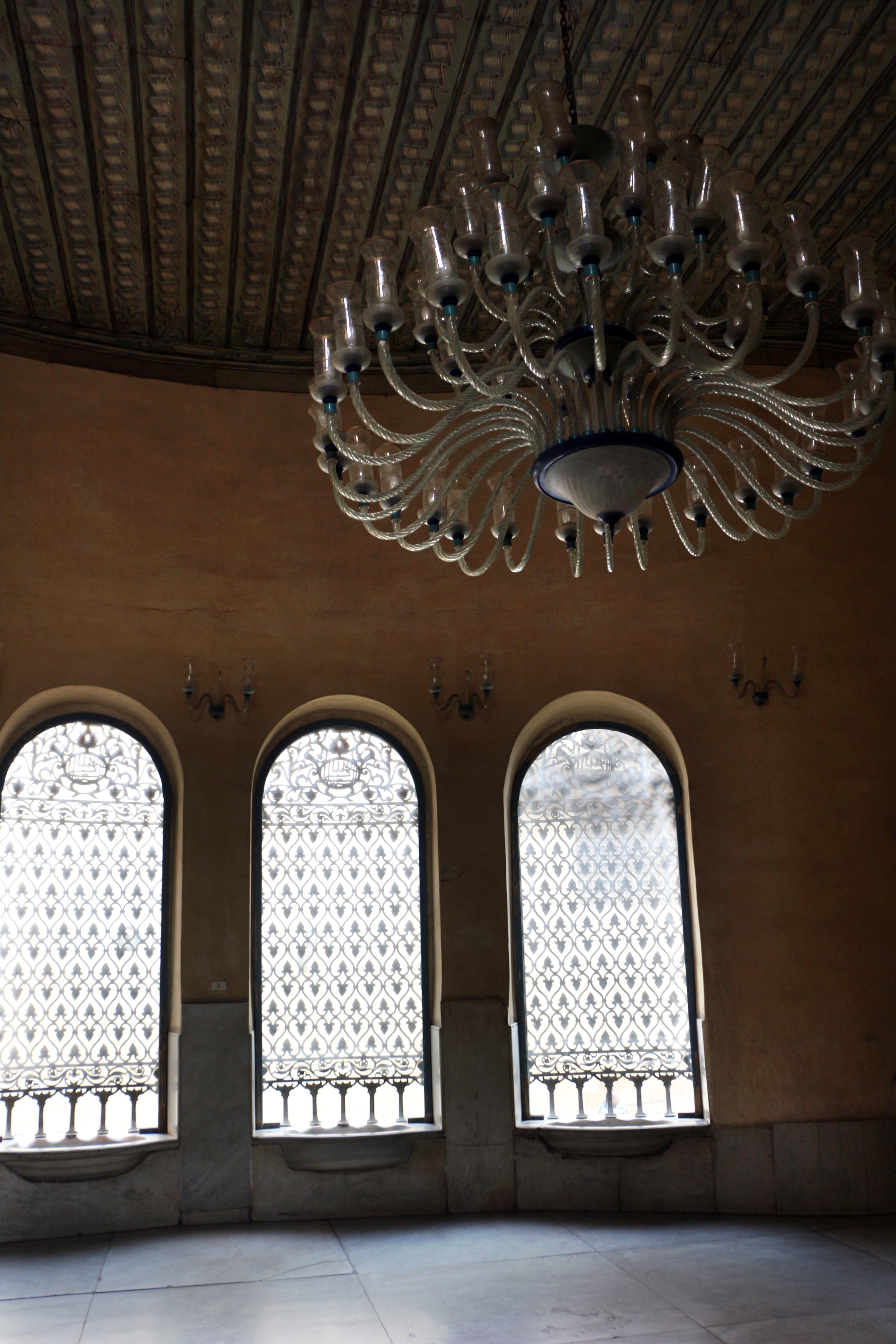
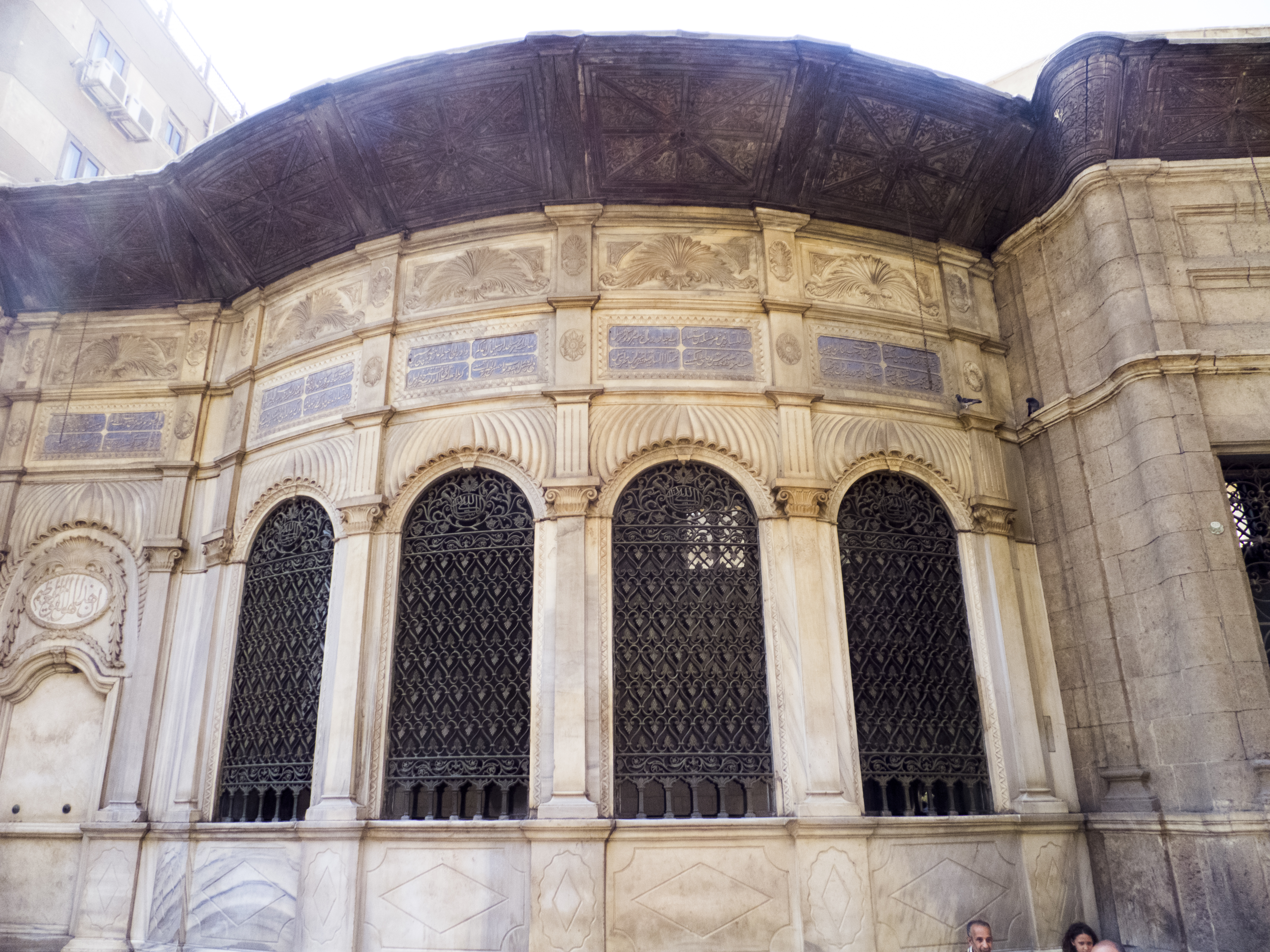
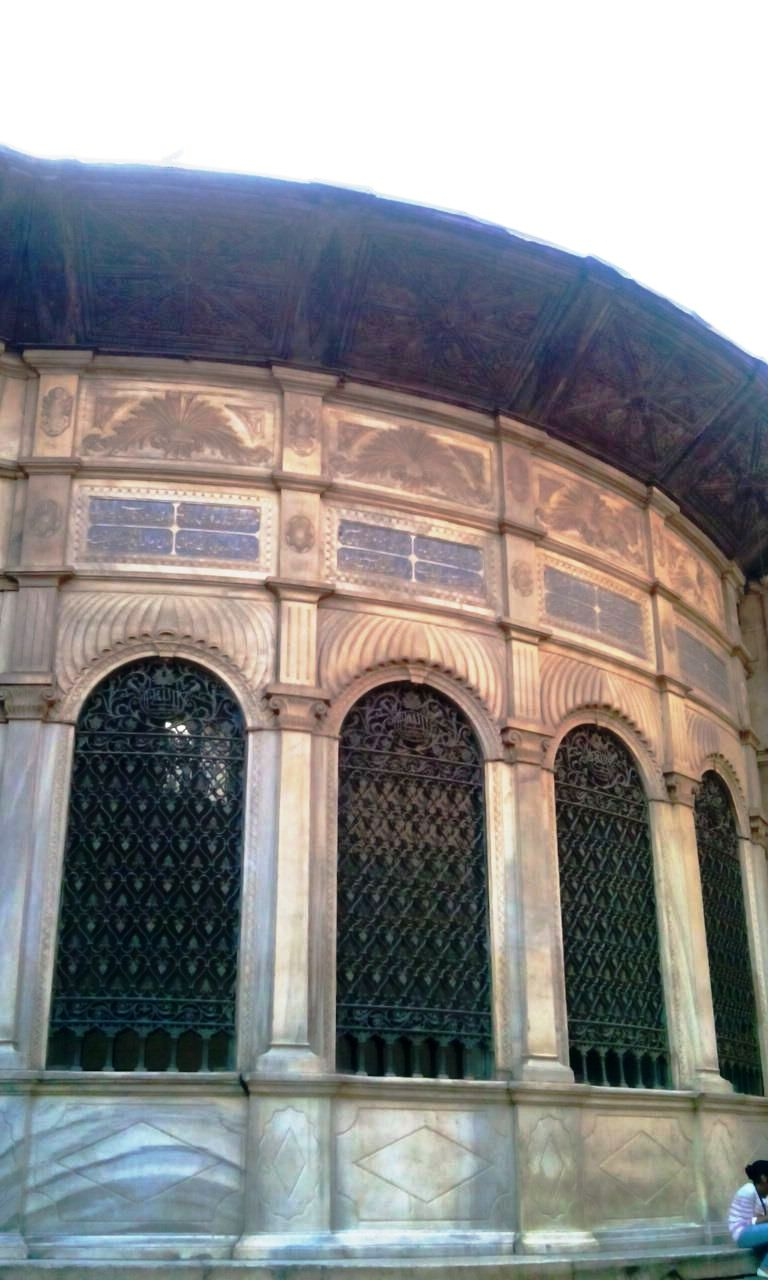
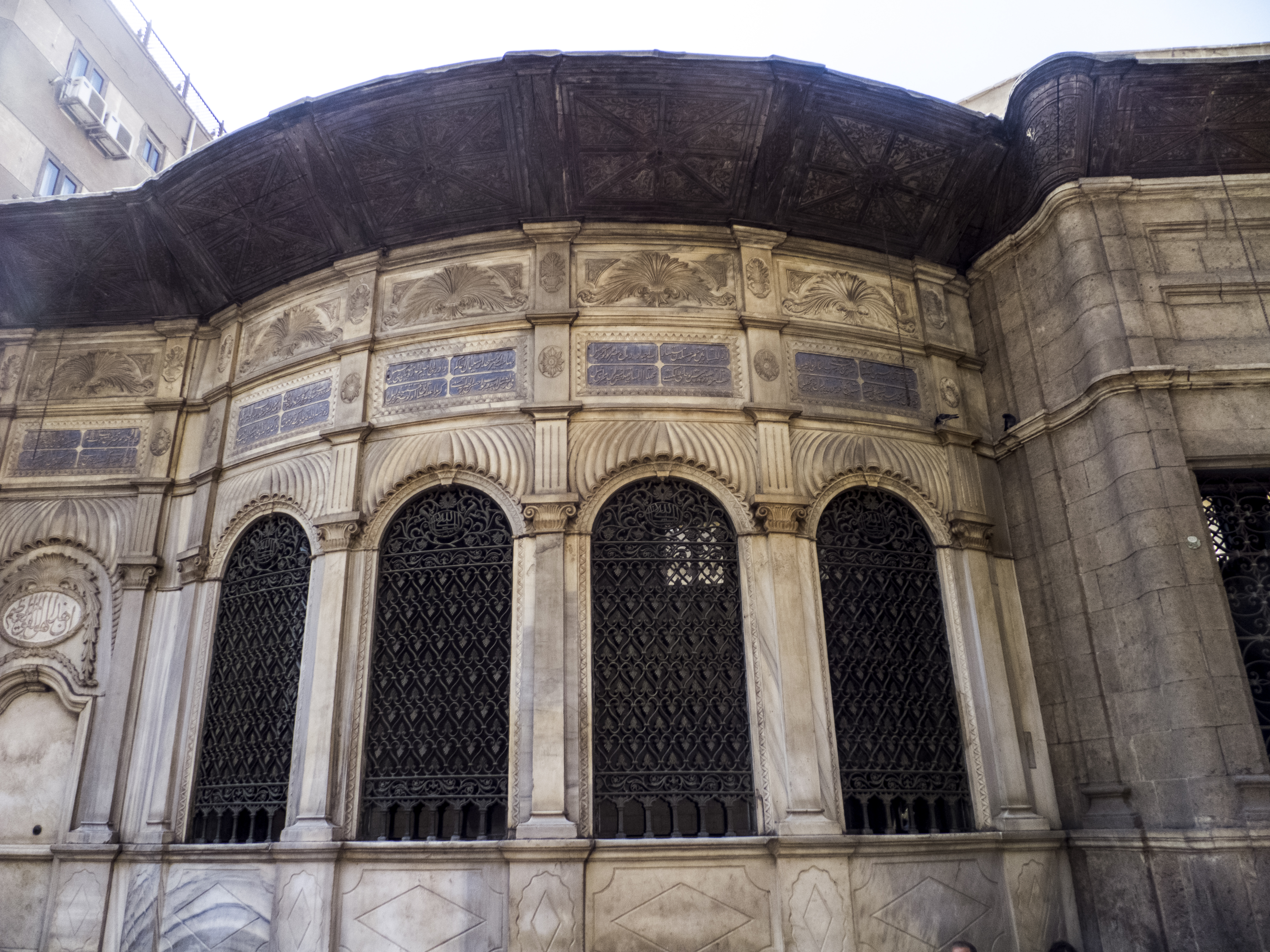
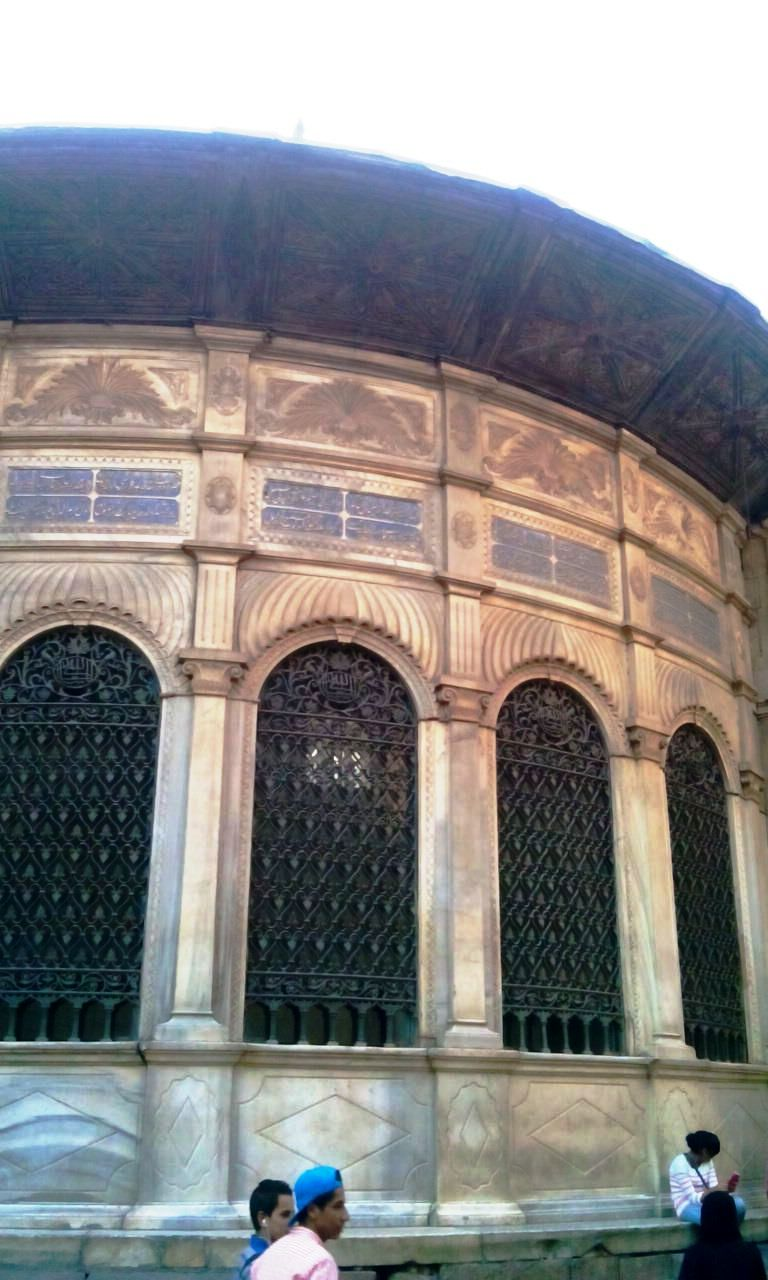
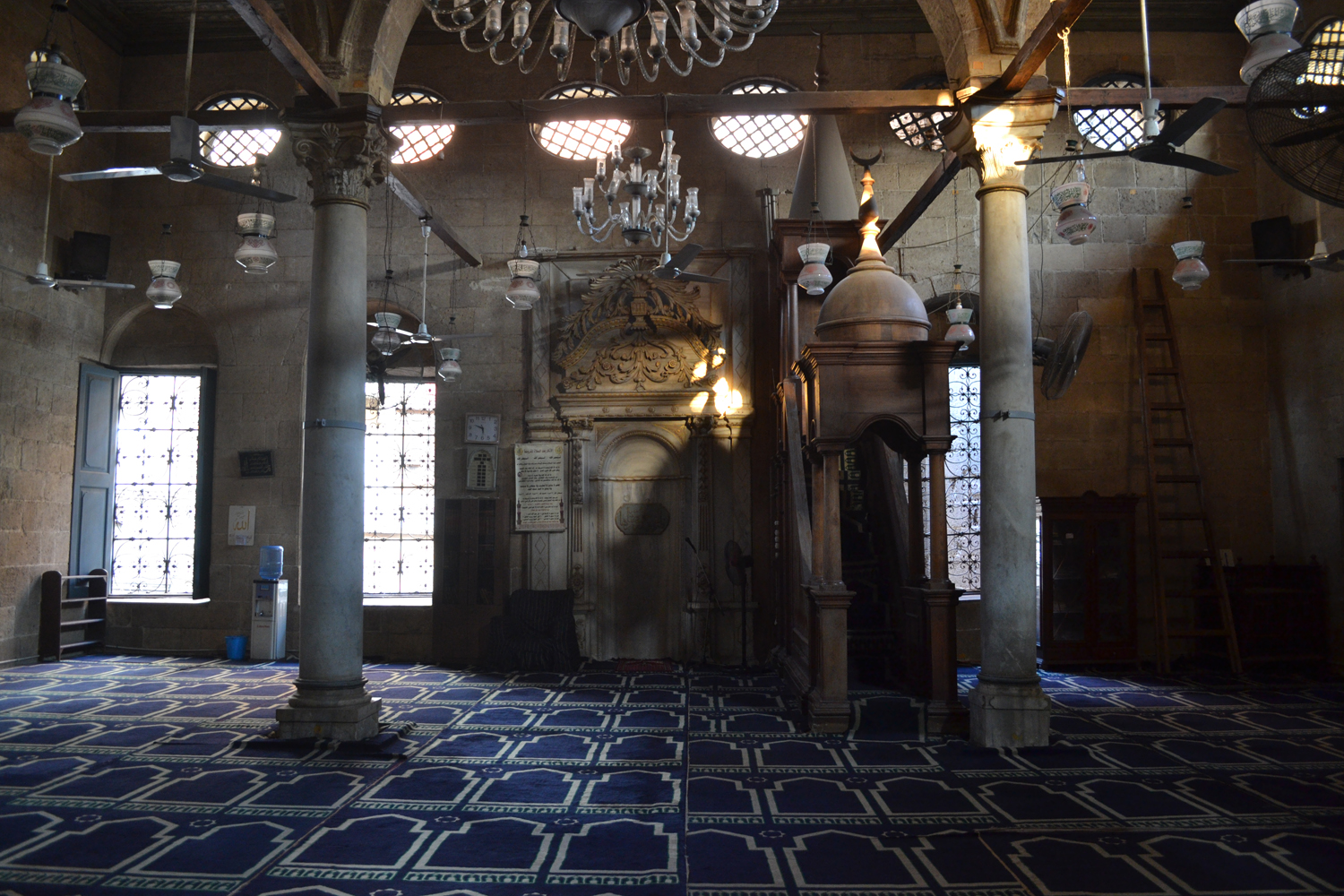

## وصلات خارجية
- آثار القاهرة الإسلامية نسخة محفوظة 31 مايو 2014 على موقع واي باك مشين.